# Gabriel Bouscaren
Pour les articles homonymes, voir Bouscaren.
Gabriel Théobald Bouscaren (né le 29 avril 1832 et mort le 20 mai 1880 à Pointe-à-Pitre) est un militaire français qui a participé à plusieurs conflits.

## Biographie
Gabriel Bouscaren est le demi-frère du militaire Henri Pierre Bouscaren.
Militaire de carrière, le commandant Bouscaren a notamment participé à la conquête de l'Algérie dans l'Armée d'Afrique, aux côtés du général Bugeaud. Colonel et chef d'escadron de spahis, il affecte le port de tenues indigènes, même chez lui. Il est fait chevalier de la Légion d'honneur le 28 décembre 1868. Il a fini sa vie en Guadeloupe et est enterré au cimetière de Pointe-à-Pitre.
Sa tombe est devenue un lieu de culte magique populaire en Guadeloupe : elle est constamment fleurie, et le commandant est invoqué pour résoudre des problèmes personnels. Un buste du commandant en marbre surmonte la stèle, mais en 1994, sa tête a été détachée et volée.
Les raisons de cette vénération sont inconnues, puisque sa biographie ne comporte apparemment aucun lien avec la sorcellerie.